# Bossa (álbum)
Bossa é o décimo sétimo disco da cantora e compositora brasileira Zizi Possi, lançado em 2001. Inspirado no movimento da bossa nova dos anos 50 e 60, o disco apresenta uma capa que remete à estética da época, com referências ao calçadão de Copacabana e às fotos das moças que ilustravam os LPs daquele período.
Após o sucesso da turnê de seu álbum anterior, Puro Prazer (1999), que recebeu disco de ouro, Possi decidiu gravar um novo disco. A gravadora sugeriu um álbum com clássicos da bossa nova, mas ela optou por gravar canções pop de diversos artistas, como The Beatles, Cazuza e Gilberto Gil, com arranjos inspirados na bossa nova. Possi gravou as músicas em seu sítio, buscando opiniões de todos ao seu redor para encontrar a interpretação e sonoridade ideais.
Para promover o álbum, embarcou em uma turnê por diversas cidades brasileiras, acompanhada por uma banda. Um videoclipe para a música "Eu Só Sei Amar Assim" foi lançado como parte da promoção.
Em relação as resenhas, enquanto alguns críticos de música elogiaram a abordagem elegante e original de Zizi, outros criticaram a diversidade de temas e idiomas, considerando que prejudicou a coesão do álbum.

## Antecedentes
Após a turnê promocional de seu álbum anterior, Puro Prazer, de 1999, que conseguiu um disco de ouro, a cantora achou que seria o momento ideal para mais um disco. A gravadora sugeriu que ela fizesse um álbum com clássicos da bossa nova, no entanto, a artista rejeitou, em partes, a ideia, resolvendo gravar canções pop de artistas diversos, tais como: The Beatles, Cazuza, Gilberto Gil, Herbert Vianna, entre outros, com arranjos do gênero supracitado.

## Produção e gravação
Junto ao violinista Camilo Carrara e o pianista Jether Garotti Jr., retirou-se para seu sítio onde gravou várias fitas cassetes com as canções. Após terminadas, perguntava a opinião de todos que a cercavam, incluindo cozinheira e faxineira, a fim de encontrar o tom exato para interpretação e sonoridade. Em entrevista, disse: "Quis cantar músicas nas quais detecto células da bossa nova, como canções de Sting e Sade, ou "Yesterday", de Lennon e McCartney".
O álbum adota o nome e algo da retórica do movimento carioca, bossa nova, da virada dos anos de 1950 para os de 1960.
A capa remete às fotos das moças anônimas que nos anos de 1960 ilustravam LPs e compactos, bem como ao calçadão de Copacabana.

## Lançamento e divulgação
Para promoção, embarcou em uma turnê que percorreu várias cidades brasileiras, em 2002, a pré-estreia ocorreu no Teatro da Caixa, em Brasília. Acompanhando-a estavam Jether Garotti Junior (piano), Edmilson Capelupe (violão), Keko Brandão (teclado), Pedro Baldanza (baixo), Edu Sjaimbum (bateria) e Ari Colares (percussão).
Um videoclipe promocional para a canção "Eu Só Sei Amar Assim", foi lançado.

## Recepção crítica
| Críticas profissionais | Críticas profissionais |
| Avaliações da crítica  | Avaliações da crítica  |
| Fonte                  | Avaliação              |
| ---------------------- | ---------------------- |
| IstoÉ                  | Favorável              |
| Folha de S.Paulo       | Mista                  |
| Cliquemusic            | [ 10 ]                 |

As resenhas da crítica especializada foram mistas. 
Apoenan Rodrigues, da revista , disse que a abordagem que a cantora utilizou difere-se das que tentam homenagear o gênero (que segundo ele são de um "jeito chato"), pois ela "toma emprestada a sutileza e a incensada batida de violão do papa João Gilberto – que permeia várias das canções – para criar algo novo, com elegância e sem nenhuma artificialidade".
Pedro Alexandre Sanches, do jornal Folha de S.Paulo, escreveu que embora as versões de algumas das faixas sejam "elegantes", a diversidades de temas e idiomas que pareciam ter mais foco no comercial e, dessa forma, "agradar a vários tipos de freguês", prejudicou o resultado de maneira geral. Ele deu ao álbum uma avaliação de "vale, mas não muito".
Marco Antonio Barbosa, do site Cliquemusic, avaliou com duas estrelas de cinco, descrevendo-o como "mediano como disco de bossa nova e meio frustrante como viagem criativa" e ainda firmou que "o novo CD é, mais do que tudo, ótimo em um gênero no qual a cantora é única: o ser Zizi Possi", pelo fato de "o que impera em Bossa é a diva, cantora de técnica impecável e eternamente no fio entre a dramaticidade do canto e a aspiração cool dos arranjos que a cercam", ao invés de uma homenagem ao estilo em si.

## Lista de faixas
Créditos adaptados do CD Bossa, de 2001.
| N.º | Título                      | Compositor(es)                               | Duração |  |
| 1.  | "Preciso Dizer que Te Amo"  | Cazuza, Bebel Gilberto                       | 4:17    |  |
| 2.  | "Yesterday"                 | John Lennon, Paul McCartney                  | 3:53    |  |
| 3.  | "Sabrás Que Te Quiero"      | Teddy Fregoso                                | 3:22    |  |
| 4.  | "Qualquer Hora"             | João Linhares                                | 5:42    |  |
| 5.  | "Capim"                     | Djavan                                       | 4:28    |  |
| 6.  | "Caminhos Cruzados"         | Tom Jobim, Newton Mendonça                   | 4:55    |  |
| 7.  | "Yo Tengo un Pecado Nuevo"  | Alberto Martinez, Marianito Moraes           | 3:42    |  |
| 8.  | "Eu Só Sei Amar Assim"      | Herbert Vianna                               | 3:41    |  |
| 9.  | "Haja o Que Houver"         | Pedro Ayres Magalhães                        |         |  |
| 10. | "So Many Stars"             | Alan Bergman, Marilyn Bergman, Sergio Mendes | 4:15    |  |
| 11. | "Preciso Aprender a Ser Só" | Gilberto Gil                                 | 3:46    |  |
| 12. | "Preciso Dizer Que Te Amo"  | Cazuza, Bebel Gilberto                       | 5:09    |  |